# Apatura luteus
Apatura luteus är en fjärilsart som beskrevs av Eugen Johann Christoph Esper 1777. Apatura luteus ingår i släktet Apatura och familjen praktfjärilar. Inga underarter finns listade i Catalogue of Life.